# اسماعیل تقی‌پور
اسماعیل تقی‌پور (زادهٔ 17 اردیبهشت 1357 در تبریز) مربی فوتسال اهل ایران است. او سابقهٔ هدایت تیم ملی فوتسال امید ایران و باشگاه مس سونگون را در کارنامه دارد. تقی‌پور دو بار با تیم مس سونگون به قهرمانی لیگ برتر فوتسال ایران رسید و یک نایب‌قهرمانی در لیگ قهرمانان فوتسال آسیا کسب کرد.

وی همچنین دو بار نامزد دریافت عنوان بهترین مربی فوتسال باشگاهی جهان شد؛ نخستین‌بار در سال ۲۰۲۲ و بار دیگر در سال ۲۰۲۳.

## قهرمانی در لیگ برتر فوتسال ۱۳۹۸–۹۹
در فصل ۱۳۹۸–۹۹ لیگ برتر فوتسال ایران، تیم مس سونگون با هدایت اسماعیل تقی‌پور موفق شد با پیروزی در دو دیدار رفت و برگشت برابر گیتی‌پسند اصفهان برای سومین بار پیاپی عنوان قهرمانی لیگ برتر فوتسال را به دست آورد. این تیم تلفیقی از ستاره‌های باتجربه‌ای همچون علیرضا صمیمی، بابک نصیری، مهدی جاوید و بازیکنان جوانی چون سالار آقاپور بود.

## قهرمانی در لیگ برتر فوتسال ۱۴۰۲
اسماعیل تقی‌پور دومین قهرمانی خود در لیگ برتر فوتسال ایران با تیم مس سونگون را در فصل ۱۴۰۲ به دست آورد. در این فصل، قهرمان مسابقات از طریق صدرنشینی در جدول لیگ مشخص می‌شد و مس سونگون با ۸ امتیاز اختلاف نسبت به گیتی‌پسند اصفهان، عنوان قهرمانی را کسب کرد. این قهرمانی، مقتدرانه‌ترین قهرمانی تاریخ لیگ تا آن زمان شناخته شد. در این تیم، علاوه بر بازیکنان نام‌آشنایی چون سالار آقاپور، مهدی جاوید، مرتضی عزتی و علیرضا صمیمی، چندین استعداد جوان نظیر مهدی رستمی‌ها، بلال اسمعیلی و حمزه کدخدا نیز به فوتسال ایران معرفی شدند.

## افتخارات فردی
اسماعیل تقی‌پور در دو نوبت، در جمع نامزدهای بهترین مربی فوتسال باشگاهی جهان قرار گرفت. در سال ۲۰۲۳، پس از کسب قهرمانی با تیم مس سونگون و ثبت نتایج درخشان در لیگ برتر فوتسال ایران، نام او در میان نامزدهای نهایی عنوان بهترین مربی سال فوتسال دنیا قرار گرفت.

## افتخارات
- قهرمانی در لیگ برتر فوتسال ایران: ۱۳۹۷، ۱۳۹۸[۹]
- نایب‌قهرمانی در لیگ برتر فوتسال ایران: دو فصل
- نایب‌قهرمانی در لیگ قهرمانان فوتسال آسیا: ۱۳۹۸
- نامزد عنوان بهترین مربی باشگاهی فوتسال جهان: ۲ بار

## تیم‌های تحت هدایت
- تیم فوتسال شهرداری تبریز - سرمربی در فصول 1391 تا 1394
- تیم ملی فوتسال امید ایران – سرمربی
- باشگاه فوتسال مس سونگون – سرمربی در فصول ۱۳۹۷، ۱۳۹۸، ۱۴۰۱، ۱۴۰۲[۱۰]